# روبیدیم-۸۲
روبیدیم-۸۲ ( ۸۲Rb) ایزوتوپ پرتوزای روبیدیم است. ۸۲Rb به‌طور گسترده در تصویربرداری پرفیوژن میوکارد استفاده می‌شود. این ایزوتوپ تحت جذب سریع توسط ماهیچه‌های قلبی قرار می‌گیرد که آن را به ابزاری ارزشمند برای شناسایی ایسکمی میوکارد در تصویربرداری برش‌نگاری با گسیل پوزیترون (PET اسکن) تبدیل می‌کند. ۸۲Rb در صنعت داروسازی استفاده می‌شود و به عنوان روبیدیوم-۸۲ کلرید با نام‌های تجاری RUBY-FILL و CardioGen-82 به بازار عرضه می‌شود.

## جهت مطالعه
- Efseaff, M; Klein, R; Ziadi, MC; Beanlands, RS; deKemp, RA (2012). "Short-term repeatability of resting myocardial blood flow measurements using rubidium-82 PET imaging". Journal of Nuclear Cardiology. 19 (5): 997–1006. doi:10.1007/s12350-012-9600-3. PMID 22826134.
- Mc Ardle, BA; Dowsley, TF; deKemp, RA; Wells, GA; Beanlands, RS (2012). "Does rubidium-82 PET have superior accuracy to SPECT perfusion imaging for the diagnosis of obstructive coronary disease?: A systematic review and meta-analysis". Journal of the American College of Cardiology. 60 (18): 1828–37. doi:10.1016/j.jacc.2012.07.038. PMID 23040573.